# Албешть (Біхор)
Албешть, Албешті (рум. Albești) — село у повіті Біхор в Румунії. Входить до складу комуни Ребегань.
Село розташоване на відстані 395 км на північний захід від Бухареста, 41 км на південний схід від Ораді, 102 км на захід від Клуж-Напоки, 136 км на північний схід від Тімішоари.

## Населення
За даними перепису населення 2002 року у селі проживали 334 особи, усі — румуни. Усі жителі села рідною мовою назвали румунську.